# Autogram (turneja)
Evropska turneja Autogram je bila petletna koncertna turneja srbske folk-pop turbofolk pevke Svetlane Ražnatović - Cece. 
Turneja se je začela 7. julija leta 2016 z velikim koncertom v srbskem mestu Končarevo, zaključila pa septembra 2020 z VIP koncertom v Italiji. Ceca je na turneji promovirala glasbeni album z naslovom Autogram, ki je bil objavljen 25. junija leta 2016. Na koncertih je predstavljala devet novih skladb: Autogram, Dobrotvorne svrhe, Didule, Anđeo drugog reda, Jadna ti je moja moć, Cigani, Nevinost, Metar odavde in Trepni.
Ceca je morala odpovedati nekaj koncertov zaradi izbruha koronavirusa. 
Ceca je v okviru turneje obiskala 16 evropskih držav (17 z delno priznano Kosovo), v katerih je imela skupno 89 koncertov.
Maja 2021 se je Ceca podala na novo  koncertno turnejo. 

## Seznam koncertov
| Datum      | Mesto               | Država                | Lokacija koncerta             | Štev. obiskovalcev |
| ---------- | ------------------- | --------------------- | ----------------------------- | ------------------ |
| 7.7.2016   | Končarevo           | Srbija                | Nogometni stadion             | 15.000             |
| 16.7.2016  | Plovdiv             | Bolgarija             | Odprto prizorišče Club Hybrid | 3.000+             |
| 24.7.2016  | Budva               | Črna gora             | Top Hill                      | 5.000              |
| 28.7.2016  | Turnovo             | Makedonija            | Stadion Kukuš                 | 15.000+            |
| 10.8.2016  | Dragačevo           | Srbija                | Stadion Guča                  | 15.000             |
| 14.8.2016  | Budva               | Črna gora             | Top Hill                      | 5.000              |
| 28.8.2016  | Makedonska Kamenica | Makedonija            | Mestni trg                    | 15.000+            |
| 3.9.2016   | Veliko Trnovo       | Bolgarija             | Open air                      | 4.000              |
| 21.10.2016 | London              | Združeno kraljestvo   | Troxy Event Venue             | 4.100              |
| 22.10.2016 | Bellinzona          | Švica                 | Espo Centro                   | 2.200              |
| 29.10.2016 | Stuttgart           | Nemčija               | Werfthalle Göppingen          | 2.500+             |
| 12.11.2016 | Novi Sad            | Srbija                | Dvorana SPENS                 | 10.000             |
| 17.11.2016 | Banja Luka*         | Bosna in Hercegovina* | Restoran Stara Ada*           | 300*               |
| 19.11.2016 | Vösendorf           | Avstrija              | Dvorana Pyramide              | 4.200              |
| 26.11.2016 | Nieuwkuijk          | Nizozemska            | Events De Ster                | 2.500              |
| 3.12.2016  | Leverkusen          | Nemčija               | Ostermann Arena               | 3.000              |
| 9.12.2016  | Varna               | Bolgarija             | DKC Arena                     | 5.000+             |
| 17.12.2016 | Zürich              | Švica                 | Stadthalle Dietikon           | 4.500+             |
| 4.2.2017   | Helsingborg         | Švedska               | Sundspärlan                   | 3.000              |
| 11.2.2017  | Frankfurt           | Nemčija               | Halle45                       | 3.500              |
| 25.2.2017  | München             | Nemčija               | Kesselhaus                    | 4.000              |
| 4.3.2017   | Düsseldorf          | Nemčija               | Ambis Club                    | 2.500              |
| 10.3.2017  | Kopenhagen*         | Danska*               | Ballerup Gokart Center*       | 600*               |
| 16.3.2017  | Sofija              | Bolgarija             | Armeec Arena                  | 12.000             |
| 17.3.2017  | Sofija              | Bolgarija             | Armeec Arena                  | 15.000             |
| 18.3.2017  | Kopaonik            | Srbija                | MK Mountain Resort            | 2.000              |
| 25.3.2017  | Skopje              | Makedonija            | Arena Boris Trajkovski        | 12.000             |
| 8.4.2017   | Wels                | Avstrija              | Feeling - Club & Disco        | 1.500              |
| 29.4.2017  | Užice               | Srbija                | Športna dvorana Veliki Park   | 3.200              |
| 20.5.2017  | Ljubljana           | Slovenija             | Gospodarsko razstavišče       | 5.000              |
| 24.6.2017  | Subotica            | Srbija                | Stadion malih sportova        | 4.500              |
| 1.7.2017   | Luzern              | Švica                 | D'LUX - The Club              | 2.500              |
| 23.7.2017  | Budva               | Črna gora             | Top Hill                      | 5.000              |
| 13.8.2017  | Budva               | Črna gora             | Top Hill                      | 5.000              |
| 26.8.2017  | Portorož            | Slovenija             | Teniški stadion               | 3.000              |
| 6.10.2017  | Kumanovo            | Makedonija            | Športna dvorana Kumanovo      | 5.000              |
| 14.10.2017 | Payerne             | Švica                 | Halle de Fetes                | 4.000              |
| 30.10.2017 | Slovenske Konjice   | Slovenija             | Open air koncert              | 3.500              |
| 11.11.2017 | Vösendorf           | Avstrija              | Pyramide                      | 5.000+             |
| 18.11.2017 | Zürich              | Švica                 | Stadthalle Dietikon           | 4.000              |
| 25.12.2017 | Göteborg            | Švedska               | Lindholmen Event              | 2.500              |
| 31.12.2017 | Banja Luka          | Bosna in Hercegovina  | Drama Arena                   | 2.100              |
| 22.2.2018  | Sofija              | Bolgarija             | Arena Armeec                  | 10.000             |
| 1.3.2018   | Lazarevac           | Srbija                | Mestni trg                    | 10.000             |
| 24.3.2018  | Luzern              | Švica                 | Viscose Club                  | 1.500              |
| 28.4.2018  | München             | Nemčija               | TonHalle                      | 4.500              |
| 9.6.2018   | Frankfurt           | Nemčija               | Commerzbank Arena             | 6.000              |
| 20.7.2018  | Bajina Bašta        | Srbija                | Ploščad Rača                  | 30.000             |
| 22.7.2018  | Budva               | Črna gora             | Top Hill                      | 5.000              |
| 27.7.2018  | Kallithea           | Grčija                | Coral Summer Club             | 1.200              |
| 28.7.2018  | Ohrid               | Makedonija            | Stadion Biljanini izvori      | 10.000             |
| 12.8.2018  | Budva               | Črna gora             | Top Hill                      | 5.000              |
| 1.9.2018   | Düsseldorf          | Nemčija               | Club Ambis                    | 2.500              |
| 9.9.2018   | Kavadarci           | Makedonija            | Mestni trg                    | 60.000             |
| 29.9.2018  | Stockholm           | Švedska               | SolnaHallen                   | 3.500              |
| 13.10.2018 | Ludwigshafen        | Nemčija               | Escape club                   | 1.200              |
| 20.10.2018 | Pariz               | Francija              | Club Haussmann                | 2.500              |
| 3.11.2018  | Helsingborg         | Švedska               | Sundspärlan                   | 3.000              |
| 10.11.2018 | Vösendorf           | Avstrija              | Pyramide                      | 5.000+             |
| 24.11.2018 | Ruma                | Srbija                | Mestni trg                    | 10.000+            |
| 1.12.2018  | Jahorina            | Bosna in Hercegovina  | Open air                      | 15.000             |
| 8.12.2018  | Kosovska Mitrovica  | Kosova                | Ploče Open air                | 1.500              |
| 15.12.2018 | Ljubljana           | Slovenija             | Arena Stožice                 | 12.000             |
| 31.12.2018 | Bor                 | Srbija                | Trg Oslobođenja               | 25.000             |
| 1.1.2019   | Petrovac na Moru    | Črna gora             | Hotel Palas                   | 1.100              |
| 23.3.2019  | Hercegnovi          | Črna gora             | Open Air koncert              | 24.000             |
| 19.7.2019  | Prilep              | Severna Makedonija    | Open Air koncert              | 50.000             |
| 21.7.2019  | Budva               | Črna gora             | Top Hill                      | 5.000              |
| 28.7.2019  | Kladovo*            | Srbija*               | Hotel Đerdap*                 | 150*               |
| 3.8.2019   | Priboj              | Srbija                | Vertigo Club (Open air)       | 2.500              |
| 18.8.2019  | Budva               | Črna gora             | Top Hill                      | 5.000              |
| 23.8.2019  | Banja Luka          | Bosna in Hercegovina  | Agape Open air                | 1.000              |
| 25.8.2019  | Novi Bečej          | Srbija                | Open Air koncert              | 100.000+           |
| 5.9.2019   | Plovdiv             | Bolgarija             | Secrets Club                  | 1.500              |
| 7.9.2019   | Bansko              | Bolgarija             | Stadion Sveti Petar           | 30.000             |
| 20.9.2019  | Vršac               | Srbija                | Open air koncert              | 35.000             |
| 21.9.2019  | Štip                | Severna Makedonija    | Open air koncert              | 50.000             |
| 5.10.2019  | Gradec              | Avstrija              | Infinity club                 | 1.000              |
| 12.10.2019 | Zürich              | Švica                 | Stadthalle Dietikon           | 4.500              |
| 21.10.2019 | Atene*              | Grčija*               | N/A                           | 200*               |
| 1.11.2019  | Sofija              | Bolgarija             | Megami Club                   | 1.500              |
| 16.11.2019 | Vösendorf           | Avstrija              | Hala Pyramide                 | 4.500              |
| 7.12.2019  | Ljubljana           | Slovenija             | Gospodarsko razstavišče       | 5.000              |
| 13.12.2019 | Varna               | Bolgarija             | DKC Arena                     | 3.500              |
| 31.12.2019 | Beograd             | Srbija                | Hotel Majdan*                 | 250*               |
| 1.1.2020   | Budva               | Črna gora             | Mestni trg                    | 20.000             |
| 7.3.2020   | Essen               | Nemčija               | Club Teatro                   | 2.500              |
| 5.9.2020   | Luzern              | Švica                 | Club Viscose                  | 1.000              |
| 28.9.2020  | Rim*                | Italija*              | N/A                           | 150*               |

*Opomba: VIP koncert

## Repertoar
| Štev. | Pesem                     | Album                     |
| ----- | ------------------------- | ------------------------- |
| 1.    | Poziv                     | Poziv                     |
| 2.    | Autogram                  | Autogram (album)          |
| 3.    | Idi dok si mlad           | Fatalna ljubav            |
| 4.    | Beograd                   | Fatalna ljubav            |
| 5.    | Neodoljiv-neumoljiv       | Emotivna luda             |
| 6.    | Pet minuta                | Poziv                     |
| 7.    | Nagovori                  | Maskarada                 |
| 8.    | Didule                    | Autogram (album)          |
| 9.    | Brat                      | Poziv                     |
| 10.   | Šta je to u tvojim venama | Šta je to u tvojim venama |
| 11.   | Nevinost                  | Autogram (album)          |
| 12.   | Votka sa utehom           | Ceca 2000                 |
| 13.   | Jadna ti je moja moć      | Autogram (album)          |
| 14.   | Kad bi bio ranjen         | Emotivna luda             |
| 15.   | Žuto pile                 | Idealno loša              |
| 16.   | Sve što imam i nemam      | Ljubav živi               |
| 17.   | Maskarada                 | Maskarada                 |
| 18.   | Turbulentno               | Poziv                     |
| 19.   | Trepni                    | Autogram (album)          |
| 20.   | Da raskinem sa njom       | Poziv                     |
| 21.   | Ime i prezime             | Poziv                     |
| 22.   | Lepotan                   | Ludo srce                 |
| 23.   | Kukavica                  | Kukavica (album)          |

*Repertoar s koncerta v Guči (10.08.2016) 

## Dobrodelnost
Del izkupička od prodaje vstopnic za koncert v Makedonski Kamenici (28.8.2016) bo namenjen ogroženim v poplavah, ki so v začetku avgusta prizadele Skopje.
Del svojega zaslužka od novoletnega koncerta v Banja Luki (31.12.2017) je Ceca vplačala Kliničnemu centru v Banja Luki.

## Dogodki na turneji
- Koncert v srbskem mestu Končarevo (7.7.2016) je bil organiziran v okviru športne manifestacije Kik boks turnir.[214]
- Obiskovalci koncerta v Plovdivu (16.7.2016) so s čustvenimi transparenti ganili pevko do solz.[215]
- Koncert v mestu Dragačevo (10.8.2016) je bil organiziran v okviru festivala trobentačev Guča.[15][16][17]
- Pevka je zaradi velika zanimanja občinstva v Budvi nastopila dvakrat.[18][19][20]
- Pevkin koncert v Makedonski Kamenici je povzročil prometni kolaps. Pred pričetkom koncerta so bile okrog mesta 20-kilometrske kolone vozil.[216][217][218]
- Pevka je v okviru turneje Autogram prvič v karieri zapela v Veliki Britaniji.[219][220]
- Vstopnice za koncert v Novem Sadu (12.11.2016) so bile razprodane 10 dni pred dogodkom.[221][222]
- Koncert v Novem Sadu (12.11.2016) so spremljali tudi novinarji francoske državne televizije.[223][224]
- Amadeus bend je bil poseben gost večera na koncertu v Zürichu. (17.12.2016)
- Ceca je edina glasbenica, ki je Armeec Areno v bolgarski Sofiji razprodala dvakrat zapored.[64][225][226][227]
- Zagrebški Jutarnji list je poročal, da je bilo na Cecinem ljubljanskem koncertu (20.5.2017) več sto hrvaških oboževalcev.[228]
- Pevka je na koncertu v Budvi (23.7.2017), prvič v karieri, v živo zapela uspešnico Ličiš na moga oca.[229]
- Milica Pavlović je bila posebna gostja na Cecinem koncertu v Budvi. (13.8.2017) [230]
- Pevec Saša Matić je bil poseben gost na Cecinem koncertu v Vösendorfu. (11.11.2017) [231]
- Pevec Đani je bil poseben gost na Cecinem koncertu v Zürichu. (18.11.2017)
- V okvirju promocije novoletnega koncerta v Banja Luki je bila ustanovljena posebna spletna stran "Ceca 2018".[232]
- Pevec Aca Lukas je bil poseben gost na Cecinih koncertih v Frankfurtu, Münchnu in Ljubljani.

## Televizijski prenosi koncertov
Tudi v okviru turneje Autogram je bilo zanimanje elektronskih medijev po neposrednemu predvajanju Cecinih koncertov veliko.
| Datum      | Lokacija koncerta              | Televizijska postaja                |
| ---------- | ------------------------------ | ----------------------------------- |
| 10.8.2016  | Dragačevo, Srbija              | Pink, Pink M, Pink plus in Pink BIH |
| 10.8.2016  | Dragačevo, Srbija              | Alternativna TV (BiH)               |
| 24.11.2018 | Ruma, Srbija                   | Sremska televizija                  |
| 1.12.2018  | Jahorina, Bosna in Hercegovina | Radio-televizija Republike srbske   |
| 8.12.2018  | Kosovska Mitrovica, Kosova     | KiM TV                              |

## Odpovedani in prestavljeni koncerti
- Koncert v Kalithei (22.7.2016)

Koncert, ki bi se moral zgoditi 22. julija v klubu Summer Coral, so sprva prestavili na 5. avgust, nato ga pa dokončno odpovedali. Cecin organizator je dejal, da so koncert premestili na prihodnje leto, časnik Kurir pa je poročal, da so koncert odpovedali zaradi slabe prodaje vstopnic. Koncert je bil izpeljan 27. julija 2018.
- Koncert v Trebinju (30.7.2016)

Koncert, ki bi se moral zgoditi na stadionu Police v bosanskem mestu Trebinje je bil odpovedan, ker lokalni organizator ni izpolnil vseh pogodbenih obveznosti.
- Koncert v Nišu (10.6.2017)

Koncert v Nišu je bil odpovedan zaradi tehničnih zapletov.
- Koncert v Kragujevcu (17.8.2018)

Koncert, ki bi se moral zgoditi na prizorišču Wood landa so odpovedali le 20 ur pred nastopom. Pevka je dejala, da koncert sploh ni bil dogovorjen. 
- Koncert v Mehiki (4.1.2019)

Koncert v Mehiki je bil odpovedan zaradi tehničnih zapletov.
- Koncert na Kopaoniku (14.3.2020)

Ceca je morala svoj zadnji koncert v okviru turneje Autogram odpovedati zaradi izbruha koronavirusa. 

## Ostale informacije
- Glavni koncertni manager: Dejan Petrešević
- Spremljevalna glasbena zasedba na turneji: Premoćni band